# Melrose Industries
Melrose Industries è un'azienda britannica fondata nel 2003 con sede a Londra.
L'azienda, che è quotata alla Borsa di Londra come componente dell'indice FTSE 100, ha tra le sue controllate la Brush Turbogenerators, GKN e Nortek.

## Storia
Nel 2003 la Melrose Industries è stata fondata da David Roper, Christopher Miller e Simon Peckham, venendo nello stesso anno quotata sull'Alternative Investment Market di Londra con una capitalizzazione di mercato iniziale di 10 milioni di sterline.
Nel 2005 la Melrose ha acquisito la Dynacast, un produttore di parti e componenti pressofusi, e la McKechnie; due anni più tardi ha ceduto sia la McKechnie Aerospace che la McKechnie PSM per 855 milioni di dollari. All'inizio del 2008 ha acquistato la FKI, un'azienda che a sua volta possedeva la Brush Turbogenerators, per circa 480 milioni di sterline. Nel 2011 ha rivenduto la Dynacast per 590 milioni di dollari. Nel mese di giugno 2012 la Melrose ha ceduto la McKechnie Plastic Components alla società svedese Rosti per 30,7 milioni di sterline.
Nel mese di agosto 2012 ha acquisito la Elster per 2,3 miliardi di dollari, per poi nel luglio 2015 rivenderla alla Honeywell per circa 3,3 miliardi di sterline.
Durante la fine degli anni 2010 la società è stata oggetto di svariate critiche sulla retribuzione dei suoi dirigenti, pagando nel 2018 167 milioni di sterline ai quattro principali dirigenti.
Nel luglio 2016 la società ha acquisito la Nortek, un produttore di apparecchiature di ventilazione, per 2,2 miliardi di sterline.
Nel mese di gennaio 2018 l'azienda ha annunciato di voler acquistare la GKN; nello stesso mese, la direzione della GKN ha respinto l'offerta inizialmente presentata dalla Melrose. Nel marzo 2018 ha ripresentato un'altra offerta da 8,1 miliardi di sterline per compare la società. A seguito di un esame formale, comprensivo dei rilievi avanzate dai lavoratori e dai sindacati della GKN, il governo del Regno Unito ha autorizzato la procedura di acquisizione nell'aprile 2018.
Durante il 2020, David Roper, uno dei tre fondatori, si è dimesso dalla carica di vicepresidente esecutivo e ha lasciato l'azienda, a causa di disaccordi sulla strategia aziendale.